# Église Saint-Jean-Baptiste de Cléry
L'église Saint-Jean-Baptiste est une église catholique située en France à Cléry, dans le département de la Savoie en région Auvergne-Rhône-Alpes.
Elle fait l'objet d'un classement au titre des monuments historiques depuis 1930.

## Localisation

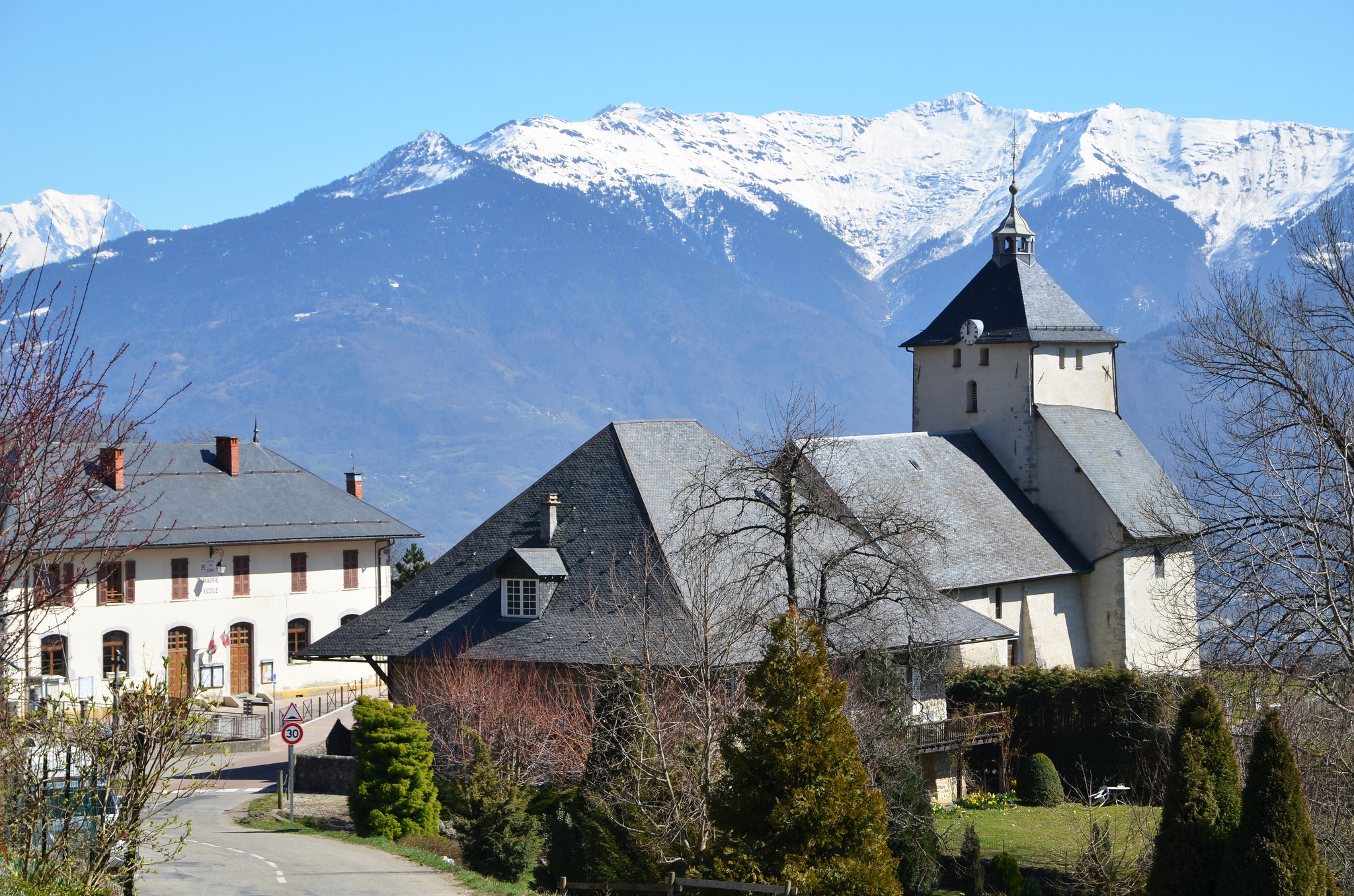
Le village de Cléry en Savoie.

L'église est située dans le département français de la Savoie, sur la commune de Cléry.

## Historique
L'édifice est classé au titre des monuments historiques le 25 juin 1930.

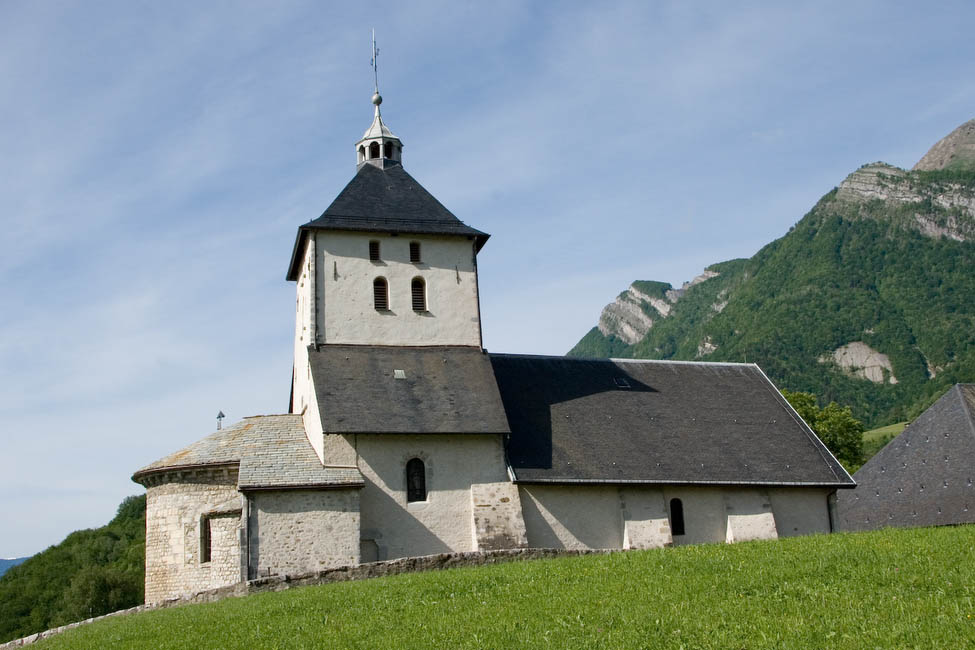
Chevet de l’église.
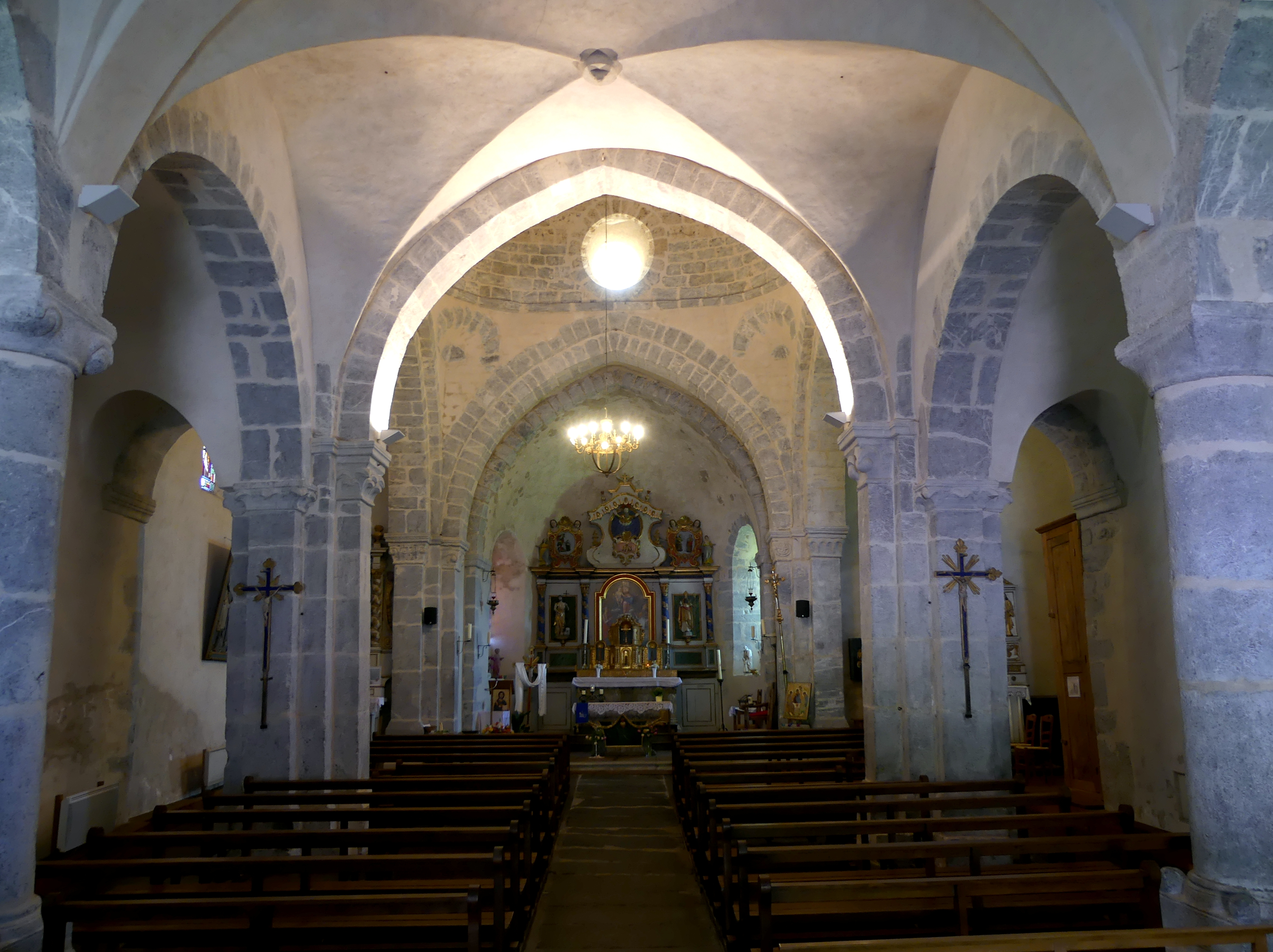
La nef.
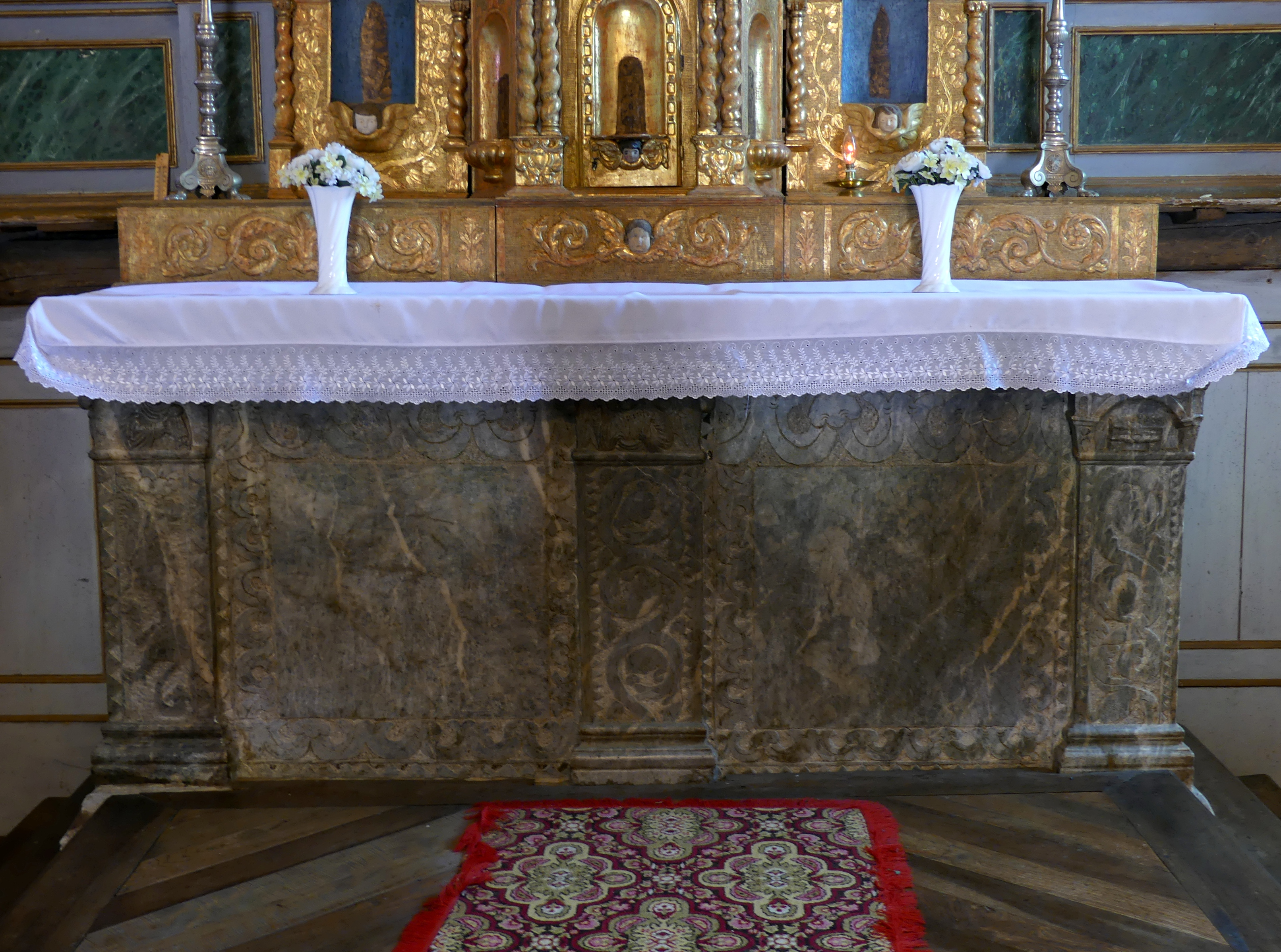
Autel roman.